# Яськів Василь Михайлович
Васи́ль Миха́йлович Я́ськів (Псевдо:Бобик, Іскра; 13 січня 1907, с. Старий Мартинів, Рогатинський повіт, Королівство Галичини та Володимирії, Австро-Угорщина; тепер — Галицький район, Івано-Франківська область — 18 серпня 1948, біля с. Кричка, Солотвинський район, Станіславська область; тепер — Богородчанський район, Івано-Франківська область) — командир куреня УПА «Сивуля», лицар Бронзового хреста бойової заслуги УПА.

## Життєпис
До війни працював мельником у Старому Мартинові. З 1943 р. — в УНС. Командир рою, а відтак чоти і сотні УПА «Верховинці» куреня «Сивуля» ТВ-22 «Чорний ліс», надалі — командир куреня «Сивуля» (10.1946-1947).
Восени 1947 р. після демобілізації відділів УПА перейшов у лави збройного підпілля ОУН та був призначений організаційним референтом Надвірнянського надрайонного проводу ОУН (осінь 1947-08.1948), одночасно — керівник зв'язку Станиславівського окружного проводу ОУН.
Загинув у сутичці з опергрупою УМДБ в урочищі Занога біля с. Кричка Богородчанського району. Відзначений Бронзовим хрестом бойової заслуги (1.02.1945). Поручник УПА (22.01.1946).

## Нагороди
- Згідно з Виказом відзначених крайового військового штабу УПА-Захід від 1.09.1946 р. хорунжий УПА Василь Яськів — «Бобик» нагороджений Бронзовим хрестом бойової заслуги УПА.

## Вшанування пам'яті
- 1.12.2017 р. від імені Координаційної ради з вшанування пам'яті нагороджених Лицарів ОУН і УПА у м. Галич Івано-Франківської обл. Бронзовий хрест бойової заслуги УПА (№ 039) переданий Ользі Петрів, внучці Василя Яськіва — «Бобика».